# Sandenia laiae
Sandenia laiae är en kvalsterart som först beskrevs av Tseng 1984.  Sandenia laiae ingår i släktet Sandenia och familjen Parakalummidae. Inga underarter finns listade i Catalogue of Life.